# República Democrática de Georgia
La República Democrática de Georgia (en georgiano: საქართველოს დემოკრატიული რესპუბლიკა, Sakartvelos Demokratiuli Respublika) fue el primer estado moderno de Georgia y existió entre 1918 y 1921.
La República Democrática de Georgia fue creada después del colapso del Imperio ruso, iniciado con la Revolución de Febrero de 1917. Al constituirse, limitaba con la República Popular de Kubán y la República de las Montañas del Cáucaso Septentrional en el norte, el Imperio otomano y la República Democrática de Armenia en el sur, y la República Democrática de Azerbaiyán en el sudeste. Tenía una superficie total de aproximadamente 107 600 km² (en comparación, la actual Georgia tiene 69 700 km²) y una población de 2.5 millones de habitantes.
La capital de Georgia era Tiflis y el idioma oficial era el georgiano. Se proclamó el 26 de mayo de 1918, al desaparecer la República Democrática Federal de Transcaucasia, y fue liderada por el partido socialdemócrata menchevique. Enfrentado a problemas permanentes tanto internos como externos, el joven Estado fue incapaz de resistir la invasión del Ejército Rojo de la bolchevique RSFS de Rusia, y se derrumbó entre febrero y marzo de 1921, convirtiéndose en una república soviética.

## Antecedentes
Después de la Revolución de febrero de 1917 y el colapso de la administración zarista en el Cáucaso, el poder lo retuvo el Comité Especial Transcaucásico (Ozakom, abreviatura de Osoby Zakavkazski Komitet) del Gobierno Provisional Ruso. Todos los soviets en Georgia estuvieron firmemente controlados por los mencheviques, que siguieron el liderazgo del Sóviet de Petrogrado y apoyaron el Gobierno Provisional. La Revolución de Octubre bolchevique cambió drásticamente la situación. El Sóviet del Cáucaso rehusó reconocer el Gobierno de Lenin. Amenazados por el incremento de las deserciones de soldados del antiguo ejército del Cáucaso instigadas por los bolcheviques, los enfrentamientos étnicos y la anarquía en la región forzaron a los políticos georgianos, conjuntamente con los líderes de la República Democrática de Armenia y la República Democrática de Azerbaiyán a crear una autoridad regional unificada conocida como el Comisariado Transcaucásico el 4 de noviembre de 1917, y una posterior legislatura, el Sejm de 23 de enero de 1918. El 22 de abril de 1918, el Sejm declaró en el Transcáucaso la República Democrática Federal de Transcaucasia.
Muchos georgianos, influidos por las ideas de Iliá Chavchavadze y otros intelectuales de finales del siglo XIX, abogaban por la independencia del país. Un despertar cultural nacional se fortaleció con la restauración de la Iglesia Ortodoxa y Apostólica Georgiana, el 12 de marzo de 1917, y la fundación de la Universidad Estatal de Tiflis en 1918. En cambio, los mencheviques georgianos abogaban por una independencia de Rusia como paso temporal contra la revolución bolchevique y consideraron los llamamientos para la independencia de Georgia chauvinista y separatista. La unión del Transcáucaso fue breve. Debilitado por las cada vez mayores tensiones internas y las presiones de Alemania y el Imperio otomano, la federación se desmoronó el 26 de mayo de 1918 cuando Georgia declaró su independencia, y como consecuencia, dos días después lo hicieron la República Democrática de Armenia y la República Democrática de Azerbaiyán.

## Historia

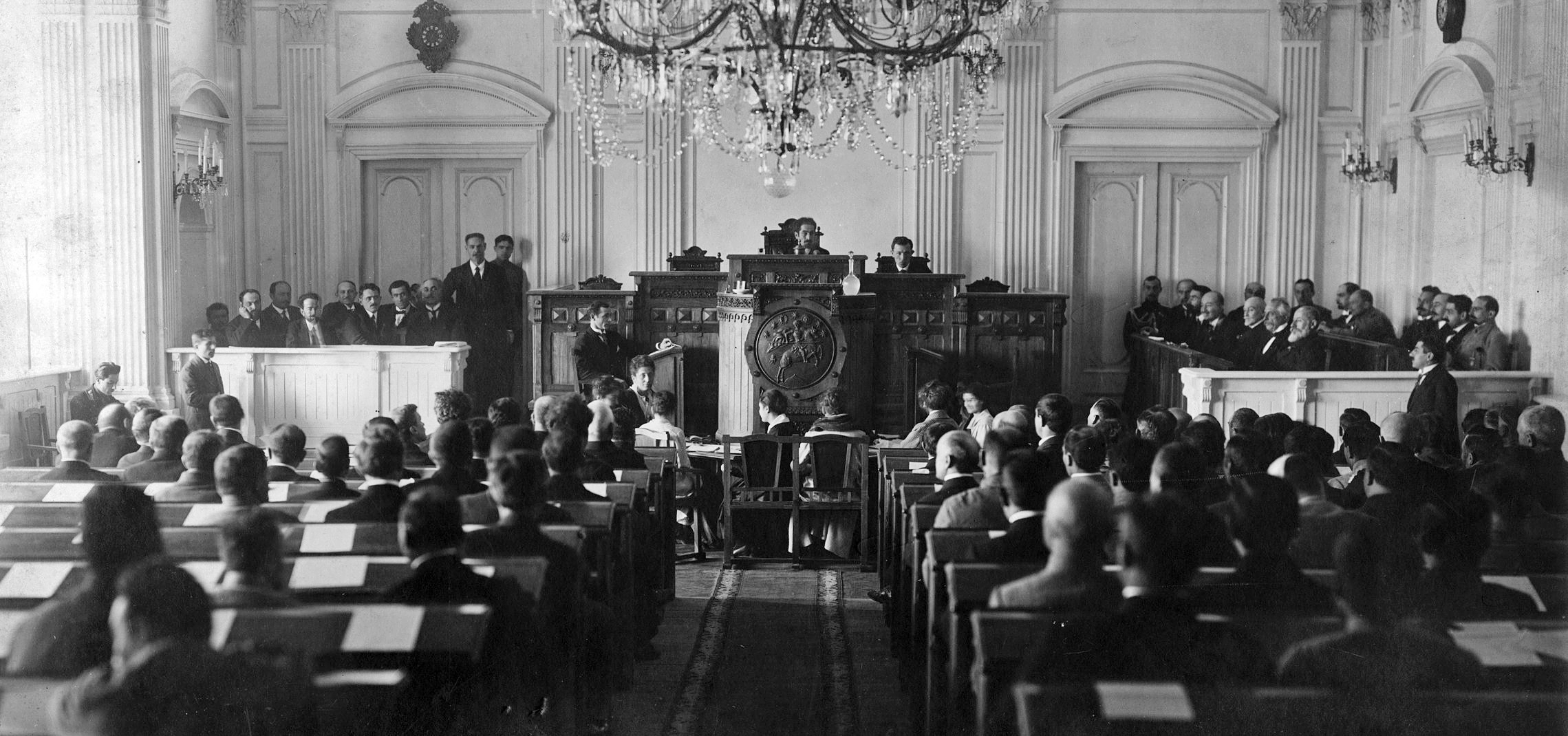
Reunión del Consejo Nacional de 26 de mayo de 1918.

Representantes georgianos habían solicitado la ayuda alemana frente a las exigencias otomanas durante las conversaciones de paz celebradas en Batum. Los intereses estratégicos alemanes en el Cáucaso condujeron a un entendimiento de las partes y a la imposición germana a los otomanos de que hicieran concesiones a Georgia en el tratado de paz.
Georgia fue reconocida inmediatamente por Alemania y el Imperio otomano. El nuevo Estado se puso bajo protección alemana por el Tratado de Poti del 28 de mayo y cedió a los turcos regiones habitadas mayoritariamente por musulmanes, incluyendo las ciudades de Batum, Ardahan, Artvin, Ajaltsije y Ajalkalaki. El nuevo Gobierno georgiano, dominado por los mencheviques que gozaban de notable respaldo tanto entre los campesinos como entre los obreros de las ciudades, otorgó también a los otomanos el uso de los ferrocarriles de la república. El apoyo alemán permitió a los georgianos repeler las amenazas bolcheviques desde Abjasia. La Expedición alemana del Cáucaso, bienvenida por los georgianos, estuvo al mando del general Friedrich Freiherr Kress von Kressenstein. Los georgianos veían a las unidades alemanas, que se comportaron mejor que en cualquier otra región ocupada en Europa, como una protección frente a los otomanos. La posesión otomana de Batum duró hasta el Armisticio de Mudros, cuando es ocupada por tropas británicas, permaneciendo fuera del control de Georgia hasta 1920. El 25 de diciembre de 1918, una fuerza británica se desplegó también en Tiflis.

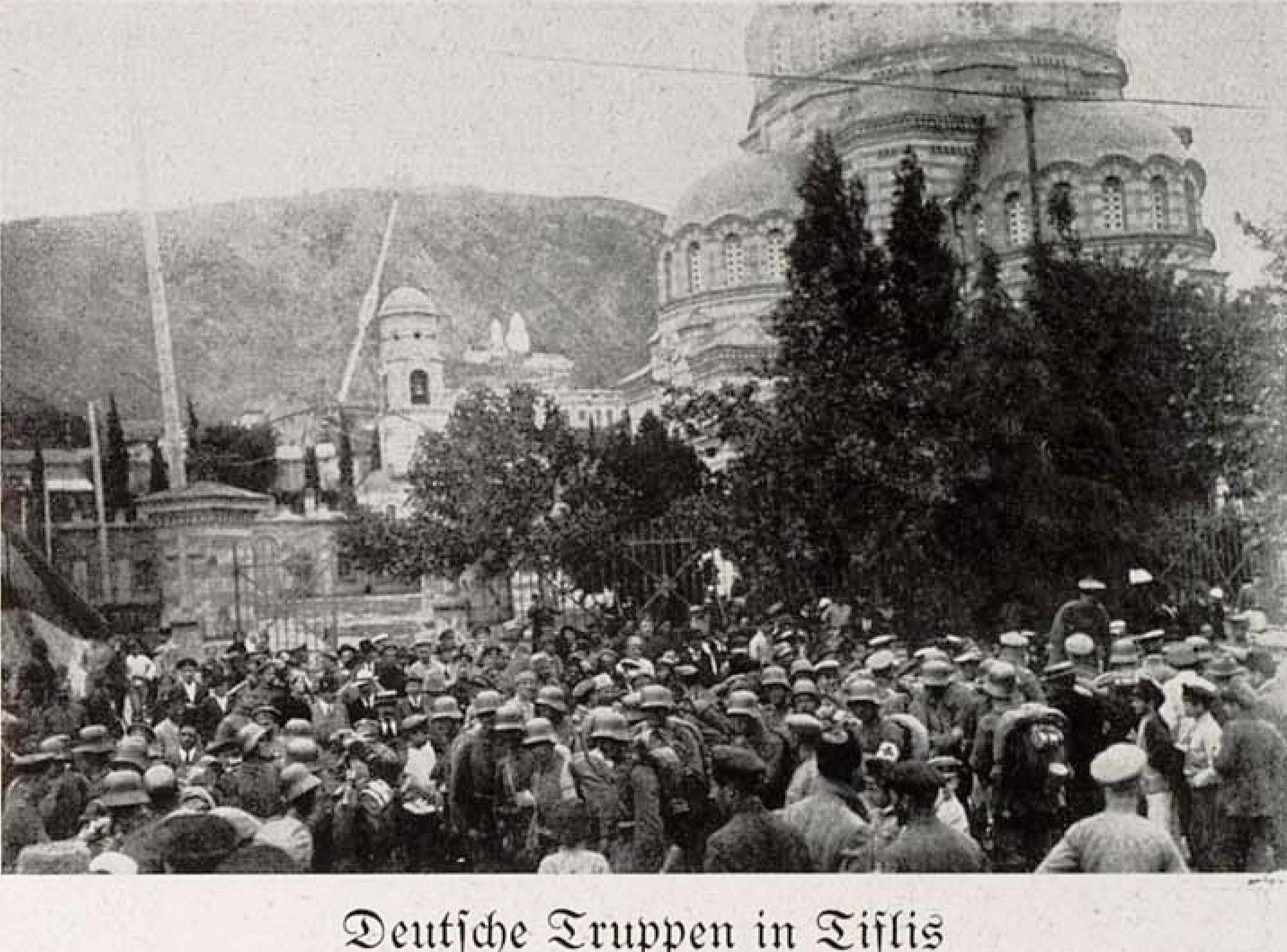
Tropas alemanas en Tiflis, 1918.

El gobierno menchevique, oficialmente neutral en la guerra civil rusa, se enfrentó pronto con el Gobierno de Lenin (desde mayo de 1918), al que percibía como una amenaza mayor que el resto de las fuerzas. El temor al avance bolchevique a lo largo de la costa del Kubán hacia el sur hizo que el Gobierno de Tiflis armase a los cosacos de Kubán y combatiese a su lado.
La relación de Georgia con sus vecinos fue difícil. Las disputas territoriales con Armenia, con el gobierno de los rusos blancos de Antón Denikin y con Azerbaiyán terminaron en conflictos armados con los dos primeros (Guerra Georgiano-Armenia). La misión militar británica intentó mediar en esos conflictos con el objetivo de consolidar todas las fuerzas antibolcheviques de la región. Para prevenir que los ejércitos blancos cruzasen los nuevos países, el jefe militar británico en la región trazó una línea a lo largo del Cáucaso que Denikin no debía cruzar, dando con ello un respiro temporal tanto a Georgia como a Azerbaiyán. La amenaza de invasión por las fuerzas de Denikin, no apoyando la posición británica, condujo a una alianza de defensa mutua entre Georgia y Azerbaiyán el 16 de junio de 1919.

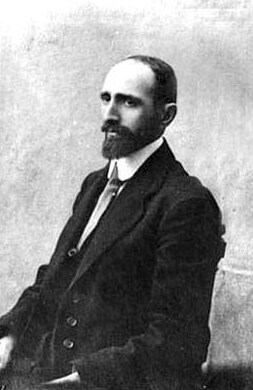
Noe Ramishvili fue el primer líder de la República Democrática de Georgia. En 1930, fue asesinado por un espía bolchevique en París.

El 14 de febrero de 1919, se celebraron elecciones en Georgia, que fueron ganadas por el Partido Socialdemócrata de Georgia con el 81.5 % de los sufragios. El 21 de marzo, Noe Zhordania formó el nuevo gobierno, que tuvo que enfrentarse a revueltas armadas de campesinos, instigadas por los activistas bolcheviques locales, y apoyadas por Rusia, problemas que se agravaron por los conflictos con las minorías étnicas, como los abjasos y sudosetios.
Sin embargo, la reforma agraria finalmente fue llevada a cabo por el gobierno menchevique, y en el país se estableció un sistema multipartidista en claro contraste con la "dictadura del proletariado" implantada por los bolcheviques en Rusia. En 1919, se realizó la reforma en el sistema judicial y en el autogobierno local. A Abjasia se le concedió la autonomía. Pero los problemas étnicos continuaron en el país, especialmente con la parte sudosetia en mayo de 1920. Algunos contemporáneos observaron un auge del nacionalismo entre los mencheviques georgianos.
El año 1920 se destaca por el incremento de las amenazas de la RSFS de Rusia. Con la derrota del Movimiento Blanco y el avance del Ejército Rojo hacia las fronteras del Cáucaso, la situación para la República Democrática de Georgia se volvió extremadamente tensa. En enero, el gobierno soviético ofreció a Georgia, Armenia y Azerbaiyán la formación de una alianza contra los ejércitos blancos del sur de Rusia y el Cáucaso. El gobierno georgiano rehusó entrar en cualquier alianza militar, invocando su política de neutralidad y no intervención, pero sugirió el inicio de negociaciones de bases políticas para las relaciones entre los dos países, con la esperanza que esto llevase al reconocimiento de la independencia de Georgia por Moscú. Los dirigentes rusos hicieron duras críticas al rechazo georgiano, al que siguieron diversos intentos de los comunistas locales por organizar protestas antigubernamentales masivas, que terminaron en fracaso.

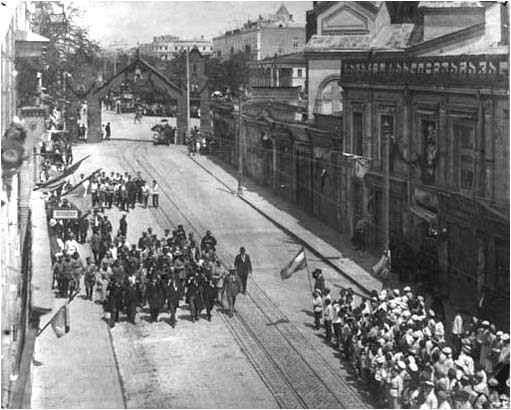
Líderes de la Segunda Internacional visitando Tiflis en 1920.

En abril de 1920, el 11.º Ejército estableció un régimen soviético en Azerbaiyán, y el bolchevique georgiano Sergó Ordzhonikidze solicitó el permiso de Moscú para entrar en Georgia. Lenin y el Gobierno de Lenin no dieron su consentimiento oficial, aunque los bolcheviques locales intentaron tomar la Escuela Militar de Tiflis para comenzar un golpe de Estado el 3 de mayo de 1920, pero fueron rechazados con éxito por el general Kvinitadze. El gobierno georgiano inició la movilización y nombró a Kvinitadze como Comandante en Jefe. Mientras tanto, las fuerzas bolcheviques rusas intentaron penetrar en territorio georgiano como respuesta a una supuesta ayuda georgiana a la rebelión nacionalista azerí de Ganja, pero fueron rechazadas por Kvinitadze en breves escaramuzas fronterizas en el "Puente Rojo". En pocos días, las conversaciones de paz se retomaron en Moscú. Por el controvertido Tratado de Moscú del 7 de mayo, fue reconocida la independencia de Georgia como contrapartida al reconocimiento de las organizaciones bolcheviques y al compromiso de no albergar tropas extranjeras en suelo georgiano.
Rehusado el ingreso en la Sociedad de Naciones, Georgia fue reconocida de iure por los aliados el 27 de enero de 1921, aunque ello no evitó el ataque de las fuerzas de la Rusia soviética un mes más tarde.
Después de que de sus países vecinos fueran sovietizados por el Ejército Rojo, pasando la República Democrática de Armenia a ser la RSS de Armenia y la República Democrática de Azerbaiyán la RSS de Azerbaiyán, Georgia se encontró rodeada por repúblicas soviéticas hostiles. Además, al haber evacuado los británicos el Cáucaso, el país se encontró sin apoyo de otras naciones.
De acuerdo con la historiografía soviética, las relaciones con Georgia se deterioraron por unas supuestas violaciones del tratado de paz, deteniendo nuevamente a los bolcheviques georgianos, obstruyendo el paso de los convoyes en dirección a Armenia, y la fuerte sospecha de que Georgia estaba ayudando a los rebeldes armados en el norte del Cáucaso. Por otra parte, Georgia acusó a Moscú de fomentar disturbios antigubernamentales en diversas regiones del país, provocando incidentes fronterizos en el Ókrug de Zakatali, disputado con la República Democrática de Azerbaiyán. La "zona neutral" de Lorri fue otro desafío, ya que la RSS de Armenia exigía categóricamente la retirada de las tropas georgianas acantonadas en la región desde la caída de la República Democrática de Armenia.

## Gobierno y Derecho

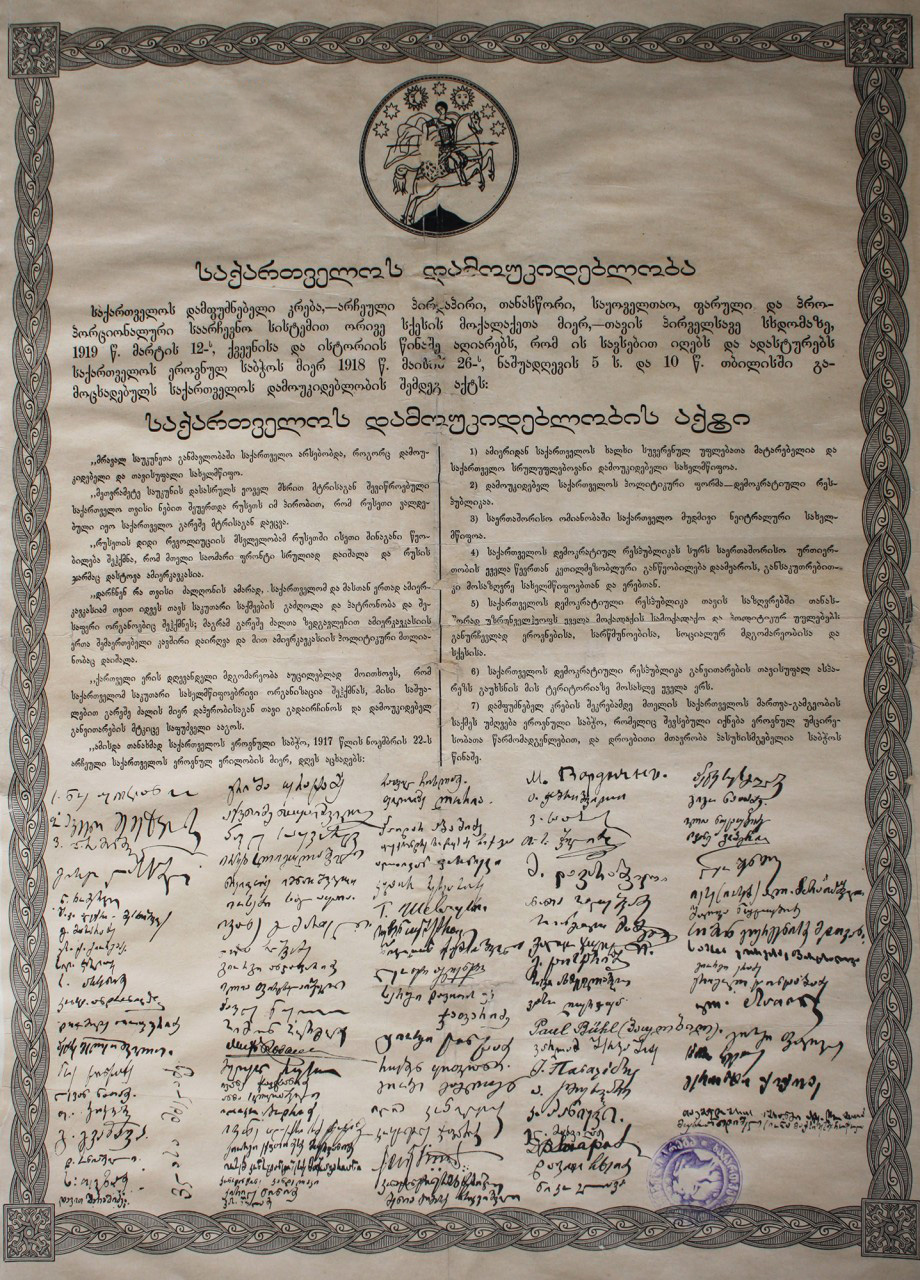
Declaración de Independencia de Georgia. 26 de mayo de 1918.

La Declaración de Independencia de Georgia se produjo el 26 de mayo de 1918, en breves esbozos de los principales fundamentos de la futura democracia del Estado. De acuerdo con ella, la "República Democrática de Georgia garantiza la igualdad entre todos sus ciudadanos dentro de sus límites, derechos políticos independientemente de su nacionalidad, credo, estatus social o sexo". El primer gobierno formado el mismo día estaba dirigido por Noe Ramishvili. En octubre de 1918, el Consejo Nacional de Georgia cambió su nombre al de Parlamento, el cual organizó las elecciones del 14 de febrero de 1919.

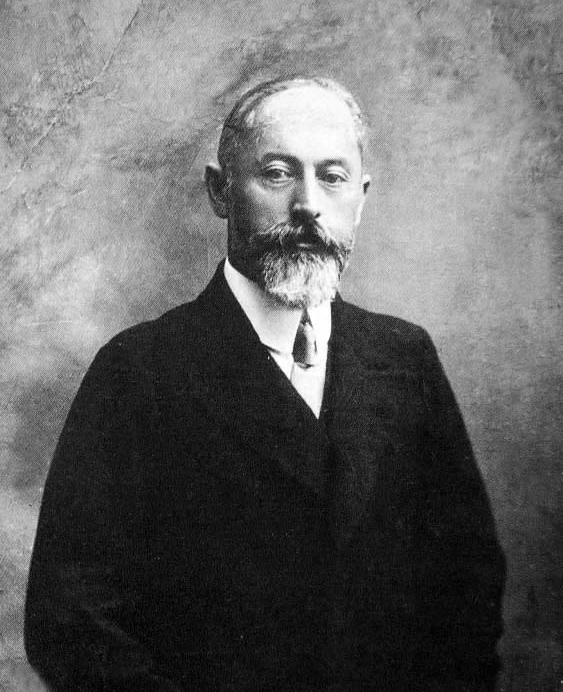
Noe Zhordania, líder menchevique y segundo presidente de gobierno de la República Democrática de Georgia.

Durante sus dos años de historia, entre 1919 y 1921, la recientemente elegida Asamblea Constituyente de Georgia aprobó 126 leyes. Las más destacadas son la ley de la ciudadanía, la de elecciones locales, la defensa nacional, el idioma oficial, la agricultura, el sistema legal, los acuerdos políticos y administrativos para las minorías (incluyendo una declaración sobre el Consejo Popular de Abjasia), un sistema nacional de educación pública, otras leyes y regulaciones en política fiscal y monetaria, sobre el sistema de ferrocarriles georgiano, la producción y el comercio interior, etc. El 21 de febrero de 1921, en plena agresión soviética, la Asamblea Constituyente aprobó la constitución de la República Democrática de Georgia, la primera ley fundamental moderna en la historia de Georgia.
El presidente de gobierno fue el cargo aprobado por el parlamento como jefe del ejecutivo por el periodo de un año, y el puesto se podía ocupar no más de dos veces. El presidente nombraba los ministros y era el responsable del gobierno del país y el representante de Georgia en las relaciones internacionales. El Gobierno de la República Democrática de Georgia en el Exilio continuó siendo reconocido en Europa como el único gobierno legal de Georgia durante algún tiempo. En 1919 el gobierno de Georgia aprobó la ley de jurados. El derecho al jurado fue incorporado más tarde a la Constitución de la República Democrática de Georgia en 1921.

## Geografía política

República Democrática de Georgia.

Las fronteras de Georgia entre 1918 y 1921 se formaron mediante conflictos y la firma de tratados y convenios con los vecinos.
En el norte, Georgia tenía frontera con diversos contendientes de la Guerra Civil Rusa, hasta que los bolcheviques extendieron su dominio en el Cáucaso Norte en la primavera de 1920. Las fronteras internacionales entre la Rusia soviética y Georgia se regularon por el Tratado de Moscú de 1920. Durante el Conflicto de Sochi con el Movimiento Blanco, Georgia controló el distrito de Sochi en 1918.
Al sudeste, las fronteras entre la República Democrática de Georgia con el Imperio otomano cambiaron a lo largo de la Primera Guerra Mundial, y fueron modificadas después de la derrota otomana. Georgia recuperó el dominio de Artvin y Ardahan, parte de la provincia de Batum, Ajaltsije y Ajalkalaki. Batum finalmente se incorporó a la república después de la evacuación británica de la zona en 1920. El Tratado de Sèvres de 1920 adjudicó a Georgia el Lazistán oriental, incluyendo a Rize y Hopa. Sin embargo, el gobierno georgiano, no queriendo verse involucrado en una nueva guerra con los revolucionarios turcos, no tomó el control de las mismas.
Las disputas fronterizas con la República Democrática de Armenia sobre una zona del distrito de Borchalo desencadenaron una breve guerra entre los dos países en diciembre de 1918, en la denominada Guerra Georgiano-Armenia. Con la intervención británica se creó la "zona neutral" en Lorri, que sería recuperada por Georgia después de la caída de la República Armenia a finales de 1920.
Al sudeste, Georgia limitaba con la República Democrática de Azerbaiyán que reclamaba el control del distrito de Zaqatala. La disputa no desembocó en hostilidades, y las relaciones entre los dos países generalmente fueron pacíficas hasta la sovietización de Azerbaiyán.
El proyecto de 1919 y la constitución de 1921 establecían cierto nivel de autonomía para Abjasia, Adjaria y Zaqatala.
La ocupación soviética significó un cambio territorial en el que Georgia perdió casi 1/3 de su territorio. Las provincias de Artvin, Ardahan y parte de Batum fueron cedidas a Turquía. Armenia tomó el control de Lorri, y Azerbaiyán obtuvo el distrito de Zaqatala. Una parte de la zona fronteriza a lo largo de las montañas del Gran Cáucaso pasó a Rusia.

## Ejército

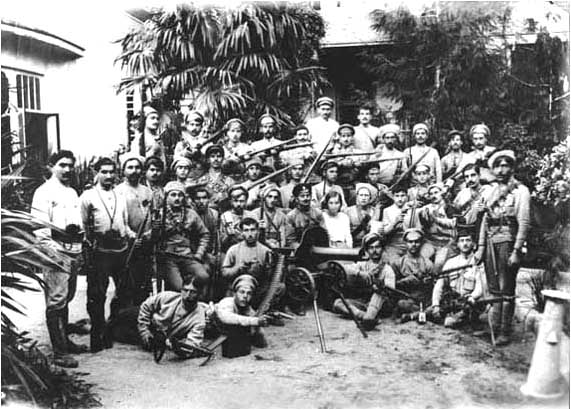
Guardia Popular de Georgia

La Guardia Popular de Georgia fue una fuerza militar privilegiada en el país. Se fundó el 5 de septiembre de 1917 como la Guardia de Trabajadores, para luego ser renombrada como Guardia Roja y llamarse finalmente Guardia Popular. Su estructura militar estuvo altamente politizada y puesta bajo el control directo del Parlamento más que del Ministerio de Guerra. A lo largo de su existencia, entre 1917 y 1921, la Guardia estuvo mandada por el activista menchevique Valikó Yugueli.
La República Democrática de Georgia formó su propio ejército regular. Solo una parte del mismo estaba armado en tiempos de paz, estando la mayoría desmovilizados y acudiendo a los respectivos llamamientos. Si la república estaba en peligro, serían llamados por el Estado Mayor, se les proporcionaría armamento y serían desplegados.
Entre marzo de 1919 y octubre de 1920, el ejército georgiano fue reorganizado. Consistía en 3 divisiones de infantería, que luego serían unificadas en una, 2 regimientos de fortificaciones, 3 brigadas de artillería, un batallón de zapadores, un pelotón telegráfico, un escuadrón motorizado con vehículos blindados, un regimiento de caballería y una Escuela Militar. La Guardia Popular estaba formada por 4 batallones regulares. Podía movilizar 18 batallones, que componían una división. En 1920, el ejército regular georgiano y la Guardia Popular sumaban en total 16 batallones de infantería (una división de ejército y un regimiento NG), 1 batallón de zapadores, 5 divisiones de artillería de campaña, 2 legiones de caballería, 2 escuadrones motorizados con 2 destacamentos de vehículos blindados, un destacamento aéreo y 4 trenes artillados. Aparte del Estado Mayor y los regimientos fortificados, el ejército tenía 27 000 hombres. La movilización incrementó su número hasta 87 000. La marina georgiana tenía 1 destructor, 4 aviones de caza, 4 barcos torpederos y 10 vapores.
A pesar de tener Georgia casi 200 000 veteranos de la Primera Guerra Mundial y generales y oficiales capacitados, el gobierno fracasó en la construcción de un efectivo sistema de defensa, siendo un factor que contribuyó en buena parte a la caída de la Primera República georgiana.

## Economía
La agricultura era el sostén principal de la economía local de Georgia, país típicamente agrario con una larga tradición vinatera. La reforma agraria estuvo bien dirigida por el gobierno, lo que contribuyó a cierto grado de estabilidad en el campo.
La industria del manganeso en Chitaura había tenido gran importancia en el campo de la metalurgia europea, proporcionando sobre el 70 % del manganeso mundial a principios del siglo XX. Tradicionalmente, Georgia fue un corredor clave para el transporte internacional con los puertos en el Mar Negro de Batum y Poti.
Sin embargo, la falta de reconocimiento internacional y el logro solo parcial del gobierno para impulsar el desarrollo económico de la República Democrática de Georgia, originaron una crisis económica en el país. Algunos signos de progreso se observaron entre 1920 y 1921.

## Educación, ciencia y cultura
El hecho más importante en el campo cultural de Georgia a lo largo de ese turbulento periodo fue la fundación en 1918 de la Universidad Nacional de Tiflis, conocida en la actualidad como Universidad Estatal de Tiflis. Fue un largo sueño de los georgianos, impedido por las autoridades imperiales rusas durante décadas. Otros centros educativos incluían los  "gimnasiums de Tiflis, Batum, Kutaisi, Ozurgeti, Poti y Gori, la Escuela Militar de Tiflis, el Seminario Pedagógico de Gori, el Seminario Pedagógico para Mujeres, etc. En Georgia también había escuelas para las minorías étnicas.
El Museo Nacional de Georgia, los teatros en Tiflis y Kutaisi, el Teatro de ópera y ballet de Tiflis, la Academia Nacional de Arte de Georgia, estuvieron en la vanguardia de la vida cultural.
Los periódicos Sakartvelos Respublika (“República de Georgia”), Sakartvelo (“Georgia”), Ertoba (“Unidad”), Samshoblo (“Madre patria”), Sajaljo Sakme (“Asunto Público”), The Georgian Messenger y The Georgian Mail (ambos publicados en inglés) — lideraron la prensa nacional.

## Fin de la república
Pese a las dudas de Lenin, Ordzhonikidze y Stalin desencadenaron la invasión de Georgia por el Ejército Rojo (en:Red Army invasion of Georgia) la noche del 11 de febrero de 1921. Anteriormente, los comunistas se habían apoderado de las repúblicas vecinas, la República Democrática de Armenia y la República Democrática de Azerbaiyán. Para justificar la entrada del Ejército Rojo en el país, organizaron un levantamiento en una comarca montañosa de la frontera. Tiflis cayó el día 25 del mismo mes y Batumi el 19 de marzo. La invasión puso fin a la breve independencia georgiana.

## Legado

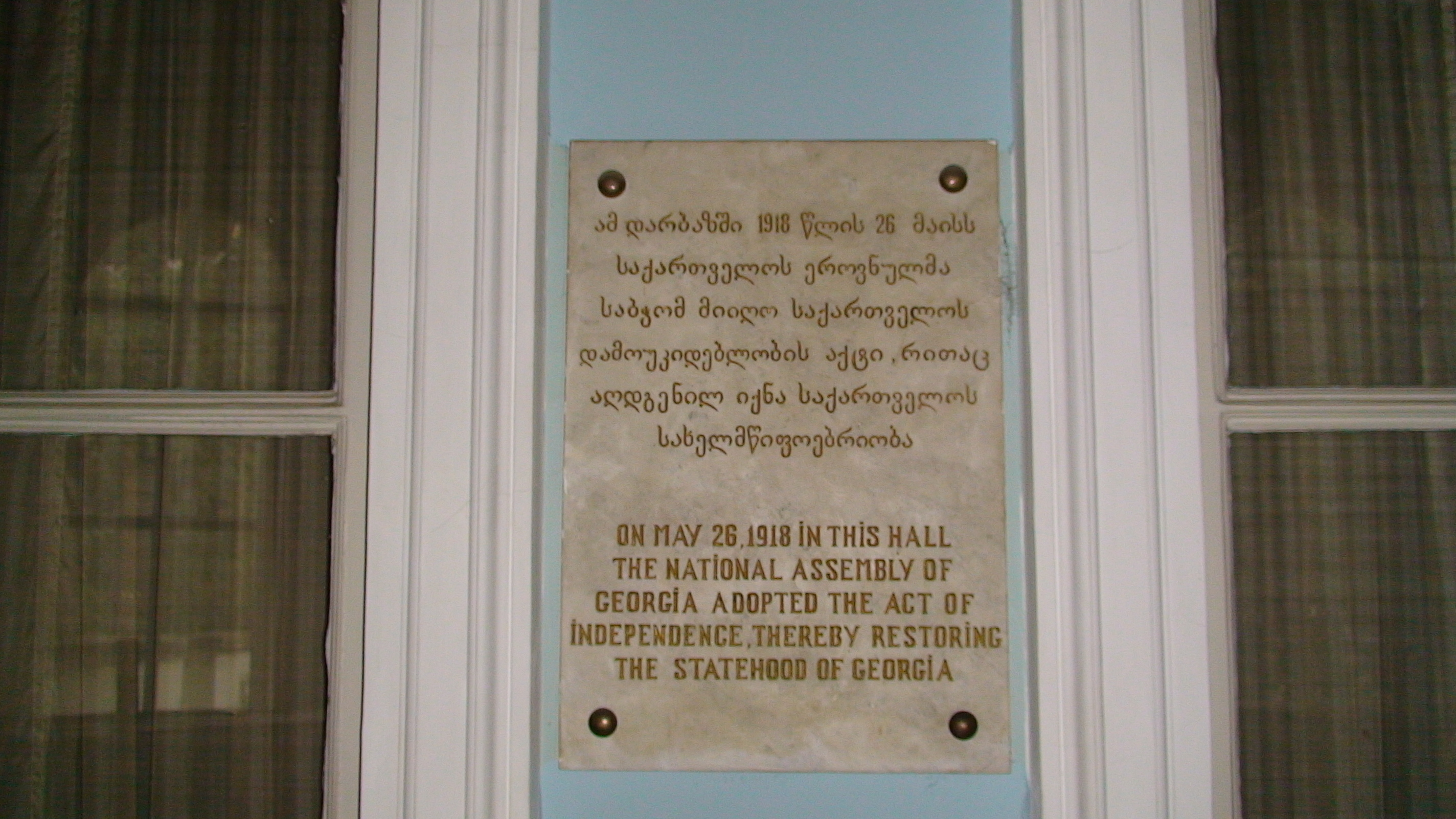
Placa conmemorativa de la instauración de la Independencia Estatal de Georgia por la Asamblea Nacional el 26 de mayo de 1918.

La independencia de Georgia entre 1918 y 1921, aunque de corta duración, fue especialmente importante para el desarrollo del sentimiento nacional entre los georgianos, y el principal factor para que el país fuera una de las fuerzas independentistas más activas en el interior de la Unión Soviética. Los líderes del movimiento nacional a finales de la década de 1980 se refieren con frecuencia a la República Democrática de Georgia como una victoria en la lucha contra el Imperio ruso e hicieron paralelismos con la situación política contemporánea, creando en cierta manera una imagen idealizada de la "primera república" georgiana.[cita requerida]
El 9 de abril de 1991, se restauró la independencia de Georgia con el Acta de Restauración de la Independencia Estatal de Georgia, aprobada por el Consejo Supremo de la República de Georgia. Los símbolos nacionales usados por la República Democrática de Georgia fueron restablecidos como los de la nueva nación independiente, y se utilizaron hasta el 2004. El 26 de mayo, el día de la proclamación de la República Democrática de Georgia, se celebra en la actualidad como una fiesta nacional, el Día de la independencia de Georgia.